# Ширачи
Ширачи (тур. Şıracı; азерб. Şirəçi) — село в турецком иле Ыгдыр.

## География
Деревня Ширачи расположена в 20 км верстах к востоку от города Ыгдыр.

## Население
Население — 219 жителей (1886). Население — 307 жителей (2019).